# Harriet Førslev
Harriet Maybell Førslev f. Bertelsen (4. august 1906 i Mølholm - 11. september 1971 i København) var Danmarks første kvindelige flyver.

## Forældre og uddannelse
Harriet var datter af grosseren Anders Lassen Bertelsen (1862-1942) og Kornelia Bertelsen (1872-1931).
Hun var handelsuddannet på Niels Brock Handelsskole i 1925.

## Ægteskab og flyverkarriere
Den 24. december 1930 giftede hun sig med den danske officer og flyver Christian Førslev. Ægteskabet vagte hendes interesse for flyvning og i 1932 tog hun flyvercertifikat som privatflyver i England, da det ikke var muligt for kvinder at gøre det i Danmark. Derved blev hun Danmarks første kvindelige flyver.
I 1937 og 38 blev hun uddannet som svæveflyver i Grunau, Tyskland og herefter blev hun stor fortaler for denne sport. Hun skrev artikler om sporten, holdt foredrag og gav opvisninger.
Imellem 1940-45 var hun sekretær i Dansk svæveflyver union. I samme tidsrum var hun medlem af Kongelig dansk aeroklubs bestyrelse. Hun blev æresmedlem af Norsk Aeroklub og fik Danske flyveres sølvplakette
I 1953 blev hun æresformand i Kvindeligt flyverkorps, som hun havde bidraget til at få oprettet.
Efter hendes mand trak sig tilbage fra sin stilling i 1956 fik de kun 3 år til at nyde deres otium. I januar 1959 forsvandt Christian og blev først fundet druknet i Furesøen to måneder senere.